# Улица Шевченко (Таганрог)
Улица Шевче́нко — улица в центральной исторической части города Таганрога (Ростовская область).

## География
Улица располагается целиком в историческом центре города. Началом улицы является пересечение улиц Чехова и Греческой, далее улица устремляется на запад, пересекаясь с переулками, такими как Гарибальди, Некрасовский, Добролюбовский, Украинский, Тургеневский и другими. После пересечения с Донским переулком улица сворачивает на северо-запад, пересекается с переулками Красный, Комсомольский, Гоголевский и Смирновский, после чего заканчивается на пересечении с Лагерным переулком.
Протяжённость улицы 3610 м.
Нумерация домов ведётся от улицы Чехова.

## История
Названа в честь поэта и художника Т. Г. Шевченко в 1923 г. Своим старым названием — Михайловская улица — именовалась в связи с расположенной в её начале Архангело-Михайловской (бывшей Троицкой) церкви.

## На улице расположены
- Свято-Никольский храм — дом 28;
- Метеостанция «Таганрог» — дом 143.
- Портовые здания, сооружения и объекты Таганрогского порта;
- Центральный пляж — на нечётной стороне улицы.